# Мираншах
Мираншах (урду میران شاہ‎, англ. Miranshah) — город в Пакистане, столица Северного Вазиристана. Мираншах находится в Федерально управляемых племенных территориях, недалеко от границы с Афганистаном.

## История
12 сентября 2008 года беспилотный самолёт американских ВВС нанёс авиаудар по городу Мираншах. Американское правительство воспользовалось вакуумом власти в Пакистане, после падения режима Первеза Мушаррафа 18 августа 2008 года. Ракеты, выпущенные с самолёта, попали в два дома — в одном находились три женщины и двое детей, в другом доме — семь предполагаемых боевиков движения Талибан. Все они погибли в результате данного авиаудара.